# Schrijversgroep '77
Schrijversgroep '77 is een organisatie van schrijvers in Suriname.

## Doelstelling
Schrijversgroep '77 is een vereniging, geen vakbond. De statuten van de vereniging formuleren dat de groep streeft naar de bevordering van de Surinaamse letterkunde, de bevordering van de geestelijke en maatschappelijke belangen van haar leden en de bevordering van internationale literaire contacten en dan in het bijzonder die van de eigen regio. Als gewoon lid worden toegelaten personen van boven de achttien die literair werk geschreven en gepubliceerd hebben in een van de in Suriname gangbare talen, en die in het bezit waren van de Surinaamse nationaliteit, of geboren waren uit een of twee Surinaamse ouders, of die in Suriname geboren en getogen waren. De voorwaarden impliceren dus dat niet wordt vastgehouden aan een staatsrechtelijke nationaliteit en dat Surinaamse schrijvers die niet in Suriname wonen lid kunnen worden.

## Geschiedenis

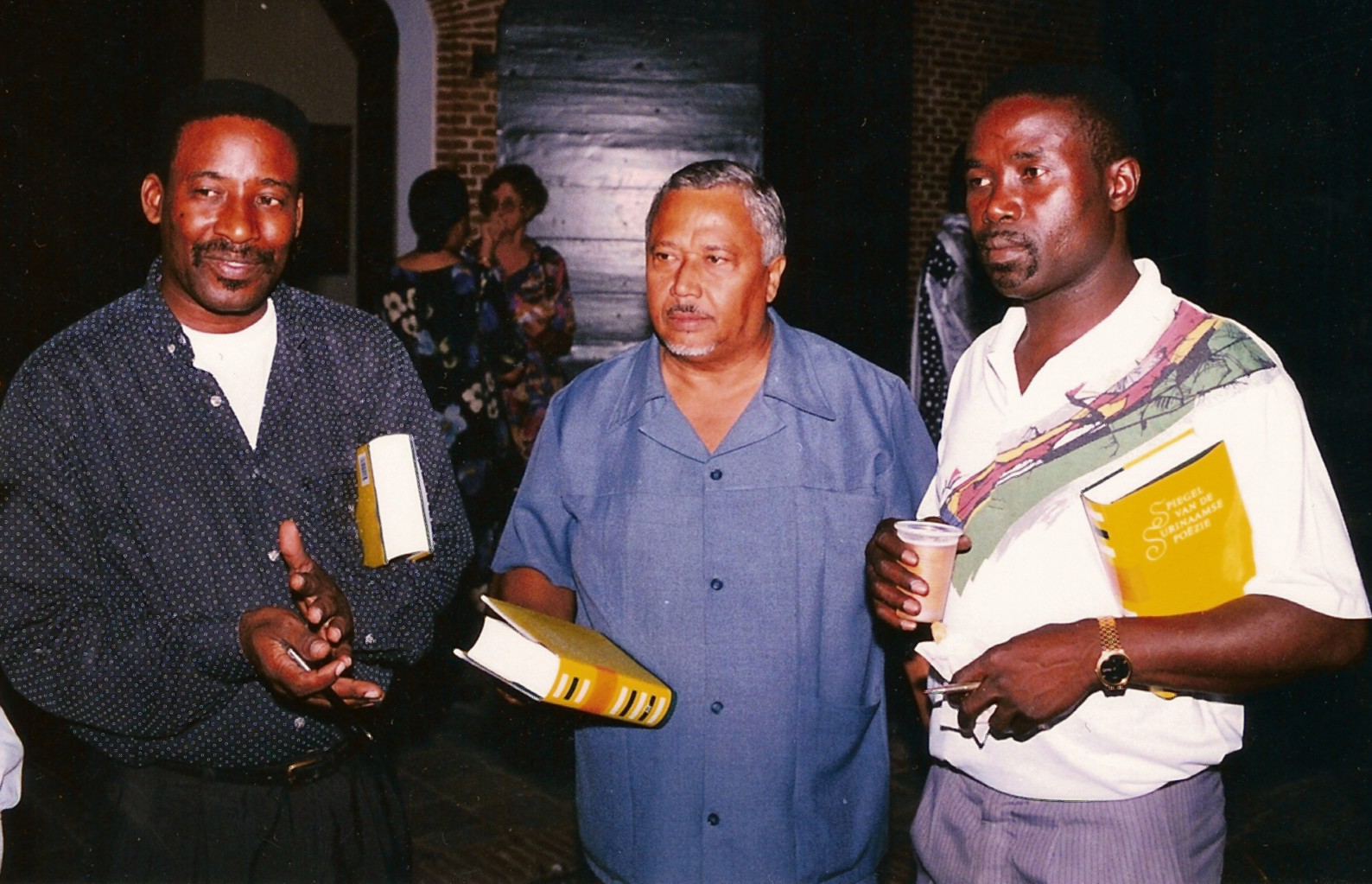
Enkele leden van Schrijversgroep '77: Gerrit Barron, Frits Wols en Manuel Stuart

De groep werd opgericht op 26 augustus 1977 in Paramaribo, mede onder impuls van de Antilliaanse schrijver Frank Martinus Arion en zijn vrouw, de Surinaamse dichteres Trudi Guda. In het eerste bestuur zaten de schrijvers Mechtelly, Harry Reeberg (schrijvend onder de naam Imro), Orsine Nicol, Stanley Slijngard (de dichter S. Sombra), Eddy Pinas, Gerrit Barron en René Isselt.
Belangrijkste activiteit van de Schrijversgroep '77 is het organiseren van literaire avonden, zowel rond werk van de eigen leden, als ook om buitenlandse schrijvers of in Nederland woonachtige Surinaamse auteurs te ontvangen (onder meer Henk Barnard en Corly Verlooghen).
De Schrijversgroep nam maar zeer zelden stelling als het ging om maatschappelijke debatten. Zo werd tegen de schendingen van de mensenrechten in de jaren 80 – waarbij toch ook schrijvers als Jozef Slagveer slachtoffer werden - nooit een verklaring uitgegeven, ongetwijfeld omdat velen binnen de groep (het meest expliciet Barron, Mechtelly en Sombra) sympathiseerden met de militaire machthebbers rond Desi Bouterse. Mogelijk ook hierdoor verflauwde het aanvankelijk enthousiasme en werd de Schrijversgroep eerder dan een belangenvereniging een kleine club met over het algemeen zeer matig bezochte avonden rond de centrale figuren Frits Wols, S. Sombra, Mechtelly en Albert Mungroo. Toonaangevende schrijvers als Michael Slory, Shrinivási, Bhai en Orlando Emanuels liet zich maar heel zelden zien.
In de tweede helft van de jaren 90 leefde de groep op. Schrijversgroep ’77 vond een vast onderkomen bij café Tori Oso en met Ismene Krishnadath als nieuwe voorzitter, Rappa als secretaris en Alphons Levens als altijd actief lid, kreeg de groep nieuwe impulsen. Verspreid over de jaren werden er lezingen gegeven door Frits Wols, S. Sombra, Albert Mungroo, Hans Breeveld, Jnan Adhin, Kadi Kartokromo en Renata de Bies, maar ook door gasten uit het buitenland als Frank Martinus Arion, Michiel van Kempen en Bert Paasman. In 1997 was de Schrijversgroep een van de organisatoren van het eerste literatuurcongres dat ooit in Suriname werd gehouden. Het ledenbestand ging zich vanaf het eind van de 20ste eeuw weer verjongen.